# Unbroken (film)
(Pete Zamperini)
Unbroken è un film biografico del 2014 diretto e prodotto da Angelina Jolie.
La pellicola è la trasposizione cinematografica del libro Sono ancora un uomo. Una storia epica di resistenza e coraggio, riedito poi col titolo Unbroken, scritto nel 2010 da Laura Hillenbrand, e racconta la vera storia di Louis Zamperini, atleta olimpico, durante la Seconda guerra mondiale.

## Trama
Louis Zamperini si trova su un bombardiere B-24 dell'aviazione nella seconda guerra mondiale durante i bombardamenti dell'isola giapponese di Nauru nel 1943. L'aereo viene gravemente danneggiato durante l'operazione; Phil, il pilota, riesce tuttavia a riportare il velivolo alla sua base con un atterraggio di fortuna che ha buon esito grazie al provvidenziale scoppio di uno degli pneumatici del carrello.
Successivamente si passa agli anni venti e agli anni trenta, durante l'infanzia di Louis, giovane sbandato italo-americano, fonte di delusione per i suoi genitori, preso di mira dai compagni di scuola e dai ragazzi del quartiere per essere italiano. Un giorno, mentre Louis è nascosto sotto le tribune durante una gara di atletica, per evitare nuovi guai è costretto a fuggire, finendo senza volerlo nella pista con gli altri atleti. Suo fratello Peter, che sta cronometrando la gara, nota la sua velocità, e decide di allenarlo insegnandogli l'autostima e la forza di non arrendersi mai. Con il tempo Louis diventa un grande atleta, guadagnandosi il soprannome di "The Torrance Tornado" e qualificandosi per le Olimpiadi di Berlino del 1936. Louis, alle Olimpiadi, arriva ottavo stabilendo un record di velocità nel giro finale dei 5000 metri correndo in 56 secondi.
Tornando al 1943, Louis e l'equipaggio superstite dell'operazione precedente, insieme ad alcuni membri dell'equipaggio di sostituzione, vengono inviati in missione di salvataggio e di ricerca su un aereo che era stato precedentemente utilizzato per i pezzi di ricambio. Louis non crede che l'aereo sia idoneo al volo, ma viene ugualmente assegnato all'operazione. Nel corso della missione, però, entrambi i motori di sinistra del quadrimotore cedono, e l'aereo si schianta in mare. Louis e altri due, Mac e Phil (il pilota di questa missione e il pilota della missione precedente) sopravvivono su due zattere gonfiabili. Dopo tre giorni, un aereo vola sopra di loro, ma non li vede. Il 27º giorno un altro aereo lo sorvola e questa volta riescono a farsi notare ricevendo però delle scariche di proiettili in risposta in quanto nemico giapponesi. Fortunatamente vengono mancati. Il 33º giorno Mac muore, lasciando soli Louis e Phil.
Il 47º giorno i giapponesi catturano Louis e Phil e li interrogano per sapere da loro tutto ciò che sanno sulle prossime mosse degli Alleati. Louis dice loro che non sa nulla perché è stato bloccato sulla zattera per più di un mese. Gli ufficiali non credono alle loro parole e li spediscono a due diversi campi di prigionia.
Nel campo di Tokyo, dove è inviato Louis, presta servizio un giovane caporale giapponese, Mutsuhiro "Bird" Watanabe, che lo sottopone a pesanti umiliazioni. Dopo diverse settimane a Louis viene data la possibilità di trasmettere un messaggio via radio pubblica alle basi alleate per smentire la notizia della sua morte e per rendere nota la sua prigionia. Dopo la prima trasmissione gli viene chiesto di parlare di nuovo alla radio in cambio di buon cibo e una vita agiata, ma Louis si rifiuta di trasmettere il messaggi anti-americani. Viene quindi rimandato al campo da Watanabe che lo fa picchiare in faccia da ogni prigioniero del campo per non aver dimostrato rispetto.
Dopo due anni, Watanabe in seguito alla promozione a sergente, lascia il campo, e Louis ne è felice. Una notte il campo viene danneggiato da un bombardamento americano e i prigionieri sono costretti a trasferirsi in un altro campo dove Louis scopre, con orrore, che Watanabe ne è il direttore. I prigionieri sono ora messi al lavoro presso le miniere. Un giorno, dopo che Louis si sloga una caviglia e non è in grado di lavorare, Watanabe gli fa sollevare una grossa trave di legno dicendogli che se la avesse fatta cadere avrebbe detto alla guardia di sparare. Louis la solleva con successo e la tiene in alto senza cedere all'incredibile sforzo facendo infuriare Watanabe. Alla fine della guerra i prigionieri del campo vengono liberati. Tornato in America, Louis abbraccia la sua famiglia e bacia il suolo americano.
Louis si sposa nel 1946 e ha due figli. Anche Phil sopravvive alla guerra e anch'egli si sposa. Mutsuhiro "Bird" Watanabe si nasconde per diversi anni entrando nell'elenco del generale Douglas MacArthur dei 40 criminali di guerra giapponesi più ricercati. Louis realizza la promessa fatta durante i 47 giorni sulla zattera, ovvero di dedicare la propria vita alla pace e al perdono dei gerarchi giapponesi, incontrandone molti ma non Watanabe per il rifiuto di questi. Prosegue inoltre la sua carriera di sportivo olimpionico e partecipa a trasmissioni televisive.
Nel 1997, a ottant'anni, Louis corre a Tokyo portando per un tratto la torcia olimpica in occasione dei Giochi olimpici invernali di Nagano 1998, realizzando così il suo sogno, riuscendo anche a visitare il luogo della sua prigionia.

## Produzione

### Riprese
Le riprese del film si sono svolte interamente in Australia, a partire dal 16 ottobre 2013.

## Colonna sonora
La colonna sonora del film è stata composta da Alexandre Desplat. La traccia principale della colonna sonora è però il brano del gruppo inglese Coldplay Miracles, canzone inedita scritta appositamente per il film, e pubblicata digitalmente come singolo il 15 dicembre 2014. Sempre il 15 dicembre 2014 è stato pubblicato anche l'album completo della colonna sonora, da Parlophone e Atlantic Records.

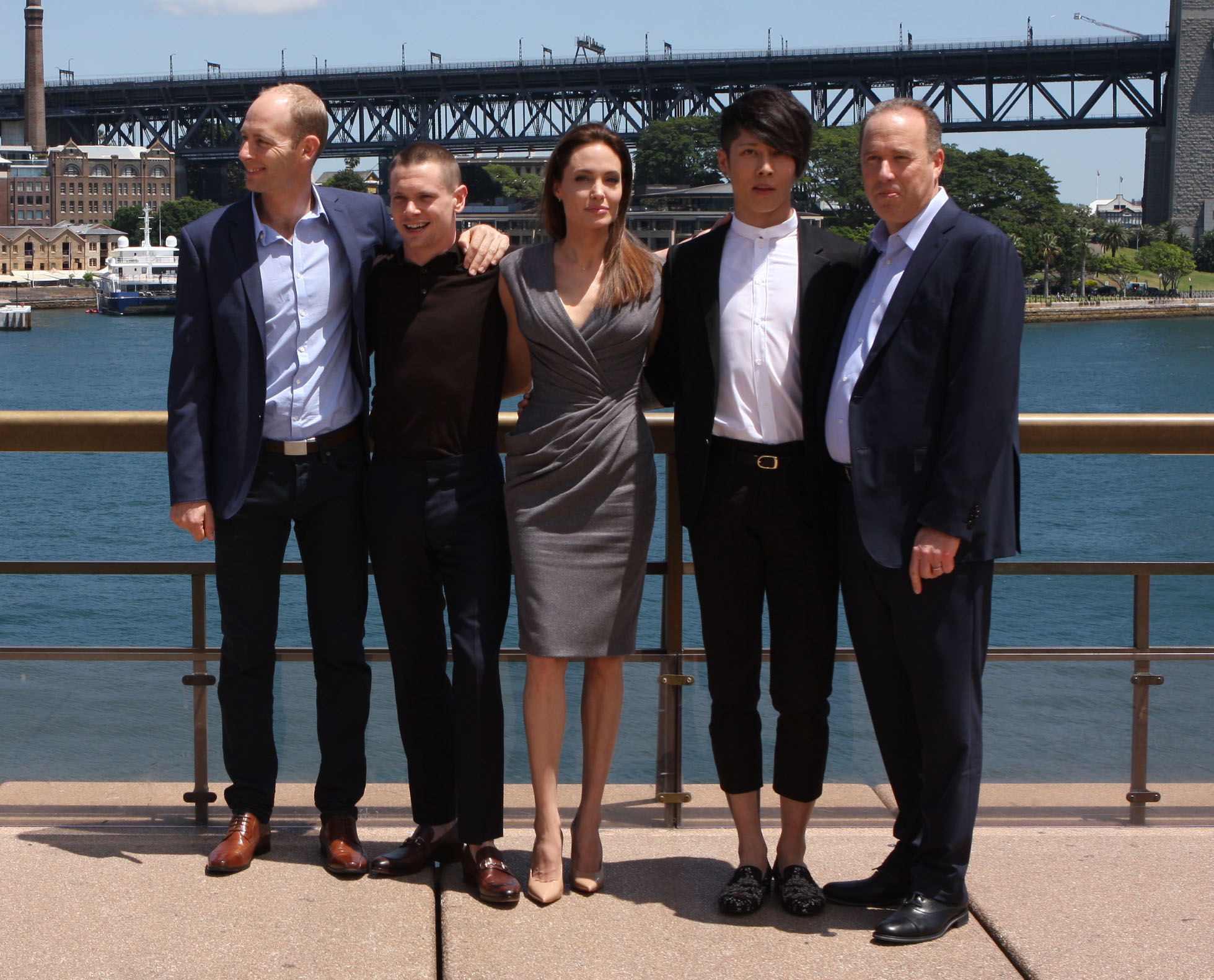
Il cast principale del film assieme alla regista Angelina Jolie

## Promozione
Il primo trailer, accompagnato da un'intervista al vero Louis Zamperini, viene diffuso il 16 febbraio 2014 durante i XXII Giochi olimpici invernali a Soči. Il primo trailer italiano viene diffuso il 10 luglio 2014.

## Distribuzione
La pellicola è stata presentata in anteprima mondiale a Sidney il 17 novembre 2014, e in seguito all'Odeon Leicester Square il 26 novembre seguente.
Il film è stato successivamente distribuito nelle sale cinematografiche statunitensi a partire dal 25 dicembre 2014 mentre in quelle italiane dal 29 gennaio dell'anno seguente.

### Home video
Il DVD ufficiale del film è uscito negli Stati Uniti il 24 marzo 2015 mentre in Italia il 13 maggio dello stesso anno.

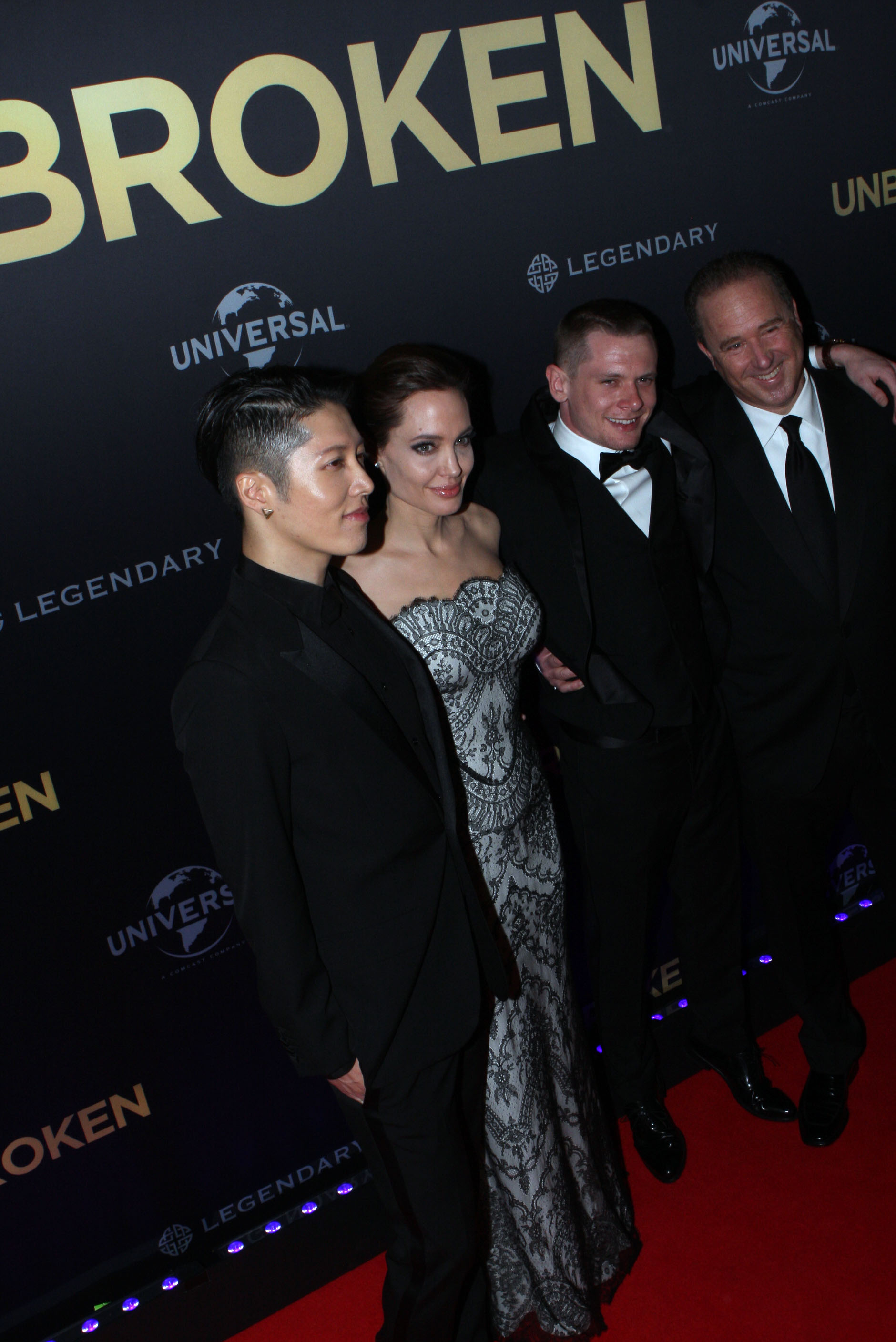
Il cast alla premiere del film

## Accoglienza

### Incassi
Unbroken ha ottenuto un grande successo ai botteghini, incassando 115,6 milioni di dollari tra Stati Uniti e Canada e 45,8 milioni nel resto del mondo per un totale complessivo di $ 161,5 milioni, a fronte di un budget di $ 65 milioni.

## Riconoscimenti
- 2015 - Premio Oscar
  - Candidato per la migliore fotografia a Roger Deakins
  - Candidato per il miglior sonoro a Jon Taylor e Frank A. Montano
  - Candidato per il miglior montaggio sonoro a Becky Sullivan e Andrew DeCristofaro
- 2014 - National Board of Review of Motion Pictures
  - Migliori dieci film dell'anno
  - Miglior performance rivelazione maschile a Jack O'Connell
- 2014 - American Film Institute
  - Migliori dieci film dell'anno
- 2015 - Screen Actors Guild Award
  - Miglior interpretazione di un cast di stunt in un film
- 2015 - Critics' Choice Movie Award
  - Candidato per il miglior film
  - Candidato per il miglior regista a Angelina Jolie
  - Candidato per la miglior sceneggiatura non originale a Joel ed Ethan Coen, Richard LaGravenese
  - Candidato per la miglior fotografia a Roger Deakins
- 2015 - Empire Awards[10]
  - Candidato per il miglior debutto maschile a Jack O'Connell
- 2015 - Saturn Award[11][12]
  - Miglior film di azione/avventura
  - Candidato per il miglior montaggio a Tim Squyres
- 2015 - American Society of Cinematographers
  - Candidato per la miglior fotografia a Roger Deakins
- 2014 - St. Louis Film Critics Association
  - Candidato per il miglior adattamento di sceneggiatura a Joel ed Ethan Coen, Richard LaGravenese e William Nicholson
  - Candidato per la miglior fotografia a Roger Deakins
- 2014 - Phoenix Film Critics Society Awards
  - Candidato per la miglior canzone originale a Guy Berryman, Jon Buckland, Will Champion e Chris Martin
  - 'Candidato per la miglior fotografia a Roger Deakins
- 2014 - Chicago Film Critics Association Award
  - Miglior rivelazione a Jack O'Connell
- 2014 - Hollywood Film Awards
  - Miglior novità a Jack O'Connell
- 2014 - London Critics Circle Film Awards
  - Candidato per l'attore inglese dell'anno a Jack O'Connell
- 2015 - VES Awards
  - Candidato per i miglior effetti visivi di supporto in un film
- 2014 - San Diego Film Critics Society Awards
  - Candidato per la miglior sceneggiatura non originale a Joel ed Ethan Coen, Richard LaGravenese
  - Candidato per la miglior fotografia a Roger Deakins
- 2014 - Heartland Film
  - Truly Moving Picture Award a Angelina Jolie
- 2014 - Dublin Critics Circle Film Awards
  - Miglior rivelazione a Jack O'Connell
- 2014 - WAFCA Award
  - Candidato per la miglior fotografia a Roger Deakins
- 2014 - Washington DC Area Film Critics Association Awards
  - Candidato per la miglior fotografia a Roger Deakins
- 2015 - Motion Picture Sound Editors Golden Reel Awards
  - Miglior audio per dialoghi
  - Candidato per i migliori effetti sonori
- 2014 - New York Film Critics Online Awards
  - Miglior rivelazione maschile a Jack O'Connell
- 2015 - Art Directors Guild Awards
  - Candidato per la miglior scenografia a Jon Hutman
- 2015 - Houston Film Critics Society Awards
  - Candidato per la miglior fotografia a Roger Deakins
- 2015 - Cinema Audio Society Awards
  - Candidato per il miglior missaggio sonoro in un film

## Casi mediatici
Ancor prima dell'uscita nelle sale di tutto il mondo, il film riceve critiche dal Giappone, dove Hiromichi Moteki, segretario generale della Società Giapponese per la diffusione di Fatti Storici, ha dichiarato: "È pura invenzione. Questo film non ha alcuna credibilità ed è immorale", riferendosi alle torture subite da Louis Zamperini dall'esercito giapponese per due anni, chiedendo e ottenendo poi che il film fosse bandito in tutto il Giappone.

## Sequel
Nel 2018 è stato distribuito il sequel non ufficiale del film, intitolato Unbroken - La via della redenzione e diretto da Harold Cronk, con Samuel Hunt ad interpretare Louis Zamperini nella vita dopo il suo ritorno dalla guerra e la scoperta della spiritualità.